# Xã Shermanville, Quận Sherman, Kansas
Xã Shermanville (tiếng Anh: Shermanville Township) là một xã thuộc quận Sherman, tiểu bang Kansas, Hoa Kỳ. Năm 2010, dân số của xã này là 27 người.